# 陕西省消防救援总队
陕西省消防救援总队，加挂陕西省消防救援局牌子，是中华人民共和国陕西省的消防救援机构，由中华人民共和国应急管理部与陕西省人民政府双重领导，承担陕西省10个地级市的火灾扑救、抢险救援、消防监督等职责。

## 历史沿革
1910年（清宣统二年），陕西巡警道拟定《省城消防队办理章程》，设立省城警务总局消防队，设1个消防驻在所、8个消防派驻所。
1927年，陕西省会公安局颁布《省会公安局消防组办事细则》，设立省会公安局消防组，辖1个消防瞭望所、8个消防派出所。1937年，消防组改为消防队，员额增至162人。1938年10月，消防队改编为保警第八中队，员额减至147人。1939年8月，恢复消防队名称。1941年至1949年5月，消防队下设4个分队，共128人。
1949年5月，中国人民解放军占领西安。西安市军事管制委员会公安处组建了主管交通和消防工作的西安市警察总队，由其接管原西安市警察局消防队，组建了新的消防队，设4个消防分队和1个消防瞭望哨，共70人。
1950年2月，陕西省公安厅成立，消防业务由省公安厅二、三、四处管理，尚无专门机构。至1955年底，陕西省仅西安、宝鸡、汉中三个城市设有专门消防组织，共116人。
1956年，消防业务改由陕西省公安厅治安处管理。1957年5月，陕西省公安厅设立消防处，统管消防监督管理工作。1958年12月，撤销消防处，消防业务划归给治安处。1959年，消防业务划归新成立的陕西省安全生产检查委员会办公室，该办公室仍设在陕西省公安厅治安处。到1959年，陕西省共有公安消防中队11个。1963年，陕西省安全生产检查委员会办公室撤销，陕西省公安厅治安处设立消防科。
1965年5月，根据国防部、公安部、内务部、财政部、国家编委《关于公安消防民警实行义务兵役制有关问题的联合通告》精神，陕西省消防民警班长以下人员实行义务兵役制。1965年9月，消防科划归新成立的陕西省公安厅人防消防处。到1965年，陕西省消防大队、中队共有消防民警524人。1966年5月，陕西省公安厅人防消防处撤销，改设治安处消防科。
1966年6月，“文化大革命”爆发，陕西省公安厅一度处于瘫痪状态。1973年7月，陕西省革命委员会公安局成立，消防工作由治安保卫处负责。1974年7月，设立陕西省公安局消防处。1974年12月，陕西省公安局设立消防总队（消防处），西安市公安局设立消防支队。宝鸡等地、市公安局设立消防大队，县公安局设立消防中队，全省共有1个消防支队、5个消防大队、54个消防中队，消防干警共2236人。
1980年7月，根据国务院、中央军委批准的《关于全国武装民警工作会议情况的报告》精神，陕西省消防中队干部纳入现役，其他消防管理监督机构仍为公安干部编制。到1982年，陕西省各地、市公安局均设立了消防监督机构，全省共有1个消防支队（西安市，亦称消防处）、5个消防大队（宝鸡市、铜川市、咸阳地区、渭南地区、汉中地区，亦称消防科）、4个消防科（榆林地区、延安地区、安康地区、商洛地区）、63个公安消防中队。
1983年1月，陕西省消防部队纳入武警序列，设立中国人民武装警察部队陕西省总队消防处，消防监督管理干部转为现役。1985年11月，根据公安部《关于加强消防部队领导关系的几项决定》，消防部队改由各级公安机关直接领导，仍列入武警序列，消防处改称陕西省公安厅消防处（亦称陕西省公安消防总队）。到1985年，陕西省共有消防官兵2958人。
1986年8月，陕西省公安厅批准《陕西省消防总队编制方案》，各地、市均设立公安消防支队。1988年8月，陕西省公安厅消防处改为陕西省公安厅消防监督管理局。1988年10月，公安部发出《关于武警部队授衔工作有关规定》，公安消防部队实行警衔制。
1994年，陕西省消防总队升格为正师级，全省消防部队编制3509人。至1997年，陕西省10个地、市设立了消防支队，全省消防部队编制3629人。至1998年7月，陕西省108个县、市、区中有44个未设立公安消防队，全省消防部队编制3669人。
2018年3月，《深化党和国家机构改革方案》公布，公安消防部队全部退出现役，成建制划归应急管理部，承担灭火救援和其他应急救援工作，现役编制全部转为行政编制。10月9日，公安消防部队移交应急管理部交接仪式举行。2019年12月27日，陕西省消防救援总队正式挂牌。
2024年6月，各消防救援总队、支队、大队加挂驻地省、市、县三级消防救援局牌子，陕西省消防救援总队加挂陕西省消防救援局牌子。

## 职责
根据《消防救援队伍总队及以下单位机构编制方案》，陕西省消防救援总队承担下列职责：
1. 承担城乡综合性消防救援工作，负责指挥调度相关灾害事故救援行动，承担重要会议、大型活动消防安全保卫工作。
2. 承担火灾预防、消防监督执法以及火灾事故调查处理相关工作，依法行使消防安全综合监管职能，推动落实消防安全责任制。
3. 参与拟订消防专项规划，参与起草地方性消防法规、规章草案并监督实施。
4. 负责消防救援队伍综合性消防救援预案编制、战术研究和执勤备战、训练演练等工作。
5. 负责消防救援信息化和应急通信建设，承担综合性消防救援行动应急通信保障工作。
6. 负责消防安全宣传教育，组织指导社会消防力量建设。
7. 负责消防应急救援专业队伍规划、建设与调度指挥，参与组织协调动员各类社会救援力量参加救援任务。
8. 负责消防救援队伍建设与管理。
9. 完成应急管理部和所在省（区、市）党委政府交办的相关任务。

## 组织机构

### 机关内设机构
陕西省消防救援总队机关设有15个业务处（室）和1个应急通信与车辆保障大队。
- 灭火救援指挥部
  - 办公室
  - 指挥中心
  - 作战训练处（特种灾害救援处）
  - 信息通信处
- 政治部
  - 组织教育处（机关党委）
  - 人事处
  - 队务处
- 纪检督察室（巡视工作办公室）
- 审计室
- 防火监督处
- 法制与社会消防工作处
- 火调技术处
- 新闻宣传处（全媒体工作中心）
- 后勤装备处
- 财务处
- 应急通信与车辆勤务大队

### 消防救援支队
陕西省消防救援支队下辖13个消防救援支队，包括10个地级市消防救援支队、设在杨凌农业高新技术产业示范区、西咸新区的2个消防救援支队和1个训练与战勤保障支队；各消防救援支队下辖132个大队，覆盖了陕西省所有所有县、县级市、市辖区。
- 西安市消防救援支队
- 宝鸡市消防救援支队
- 咸阳市消防救援支队
- 渭南市消防救援支队
- 汉中市消防救援支队
- 榆林市消防救援支队
- 延安市消防救援支队
- 安康市消防救援支队
- 商洛市消防救援支队
- 铜川市消防救援支队
- 杨凌示范区消防救援支队
- 西咸新区消防救援支队
- 陕西省消防救援总队训练与战勤保障支队

## 救援力量

### 消防救援站
截至2021年，陕西省消防救援总队共有130个执勤消防救援站，包含10个应急通信与车辆勤务站。

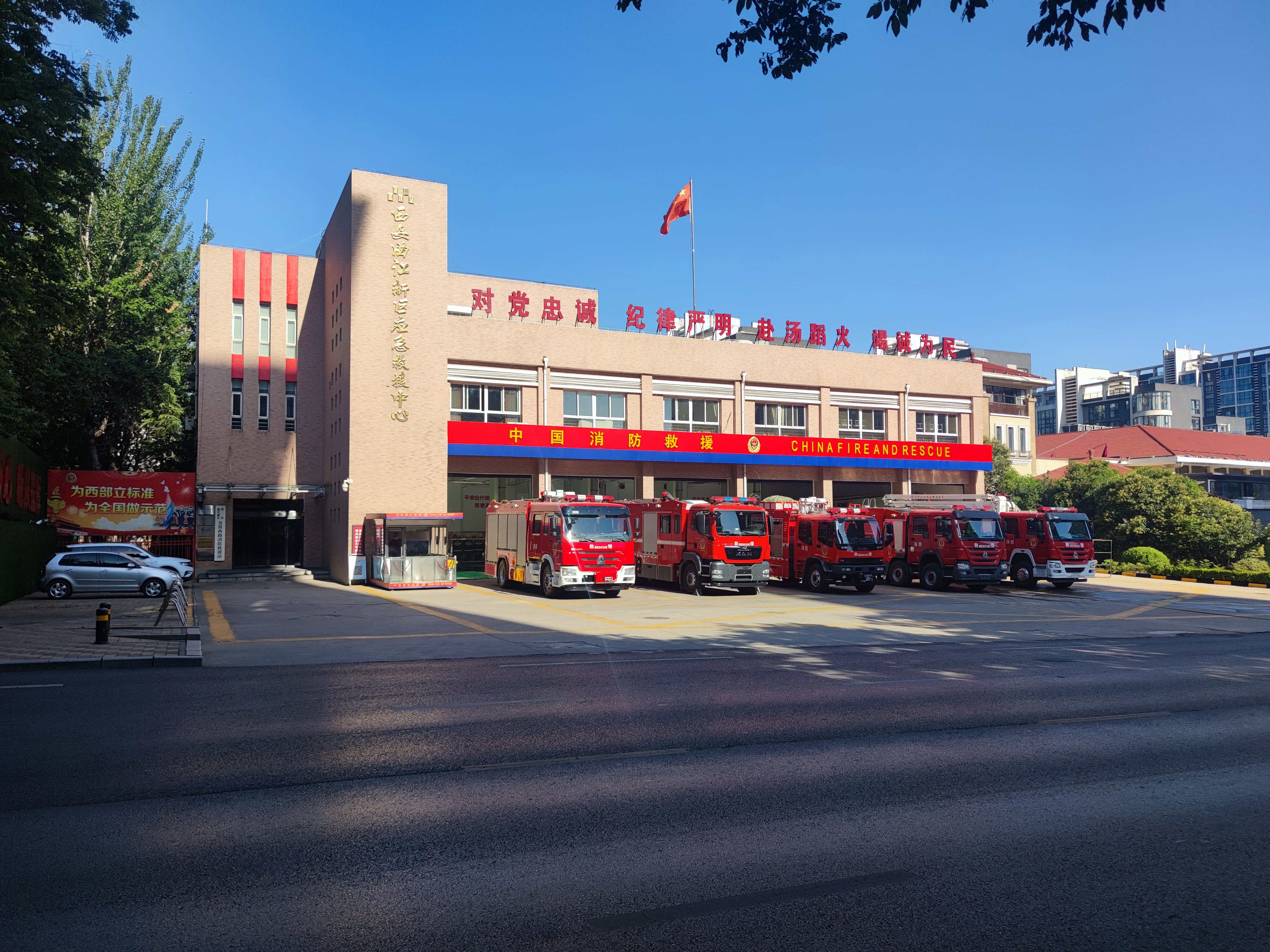
西安曲江新区芙蓉西路消防救援站
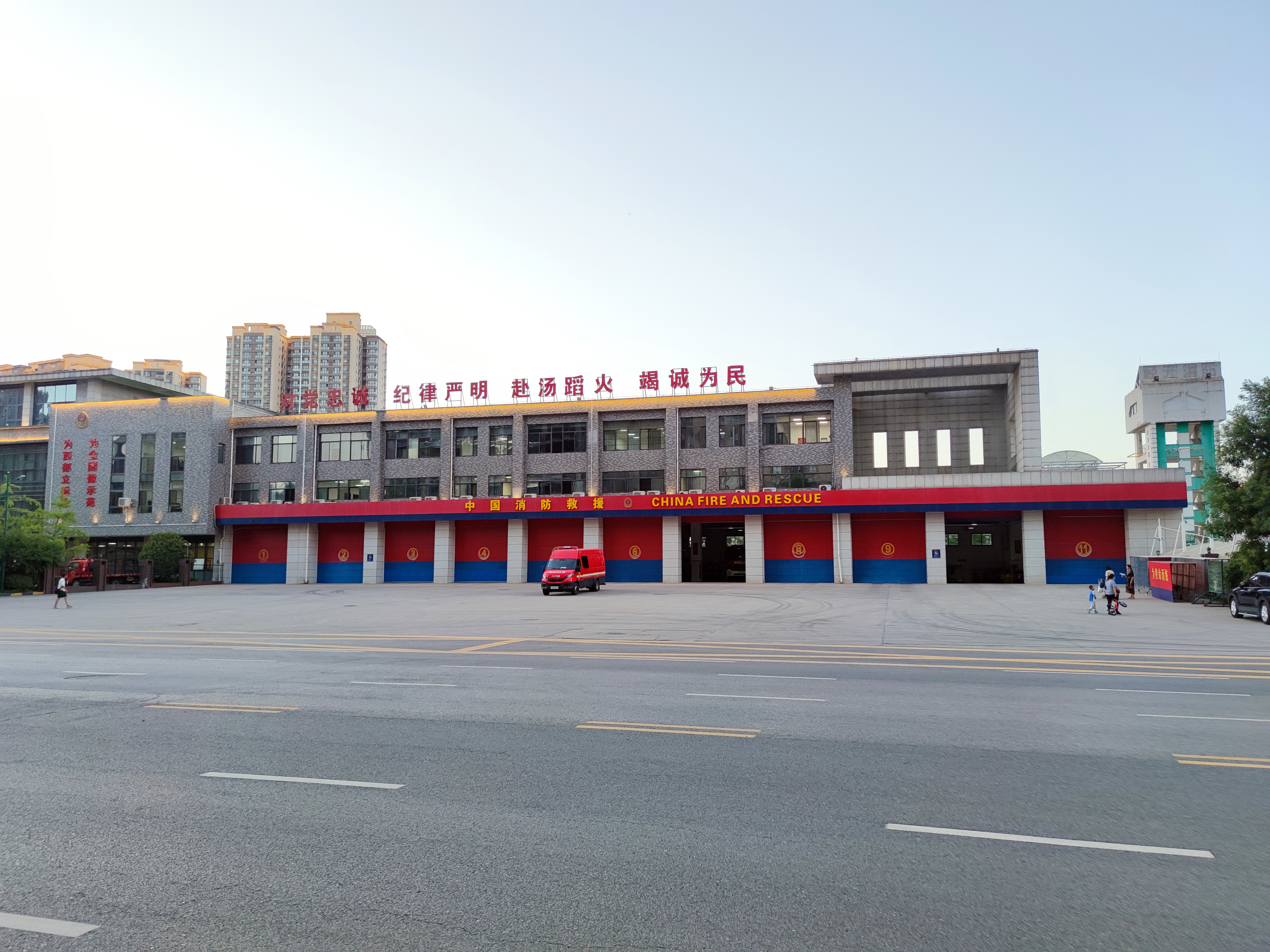
西安市消防救援支队特勤大队二站
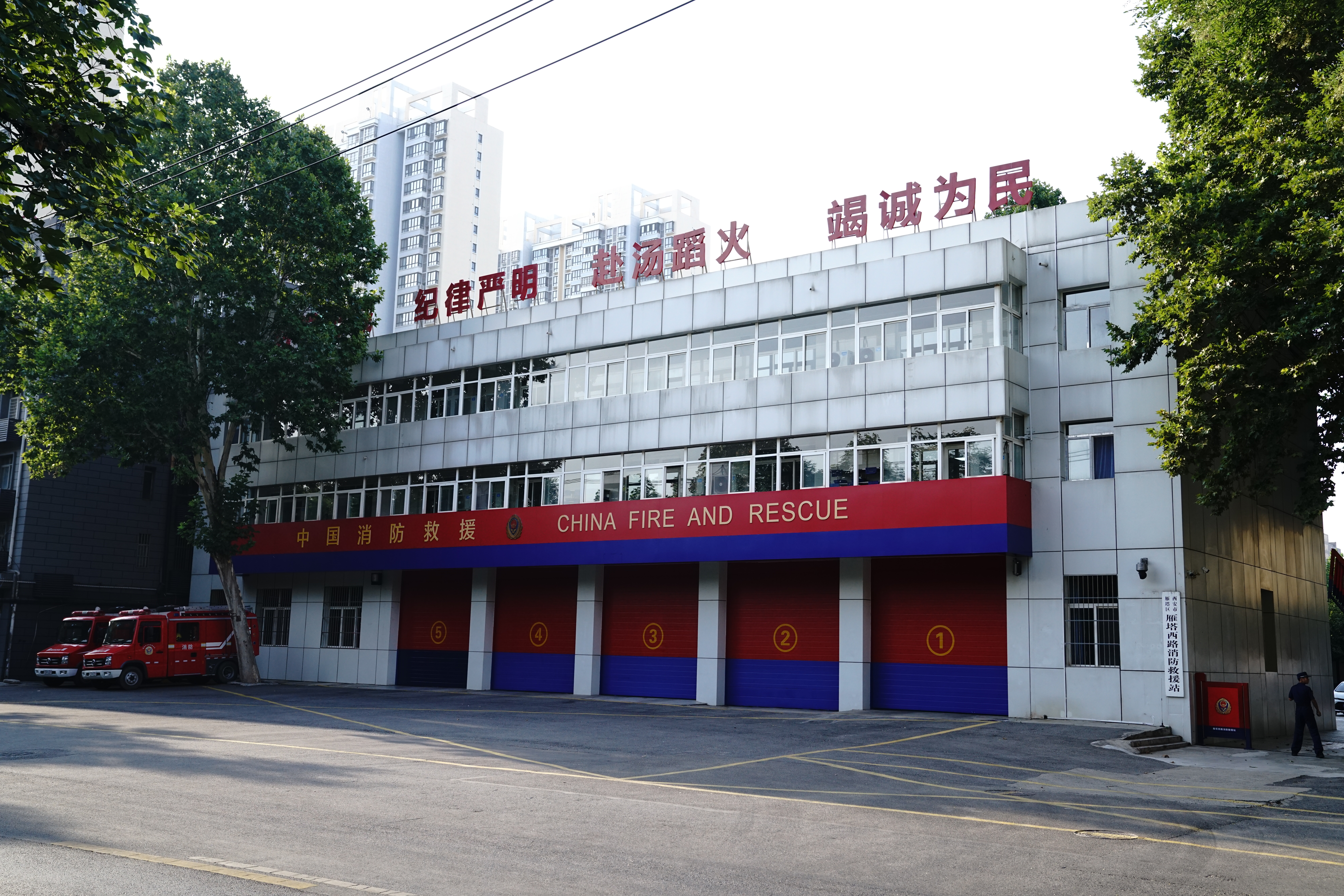
西安市雁塔区雁塔西路消防救援站
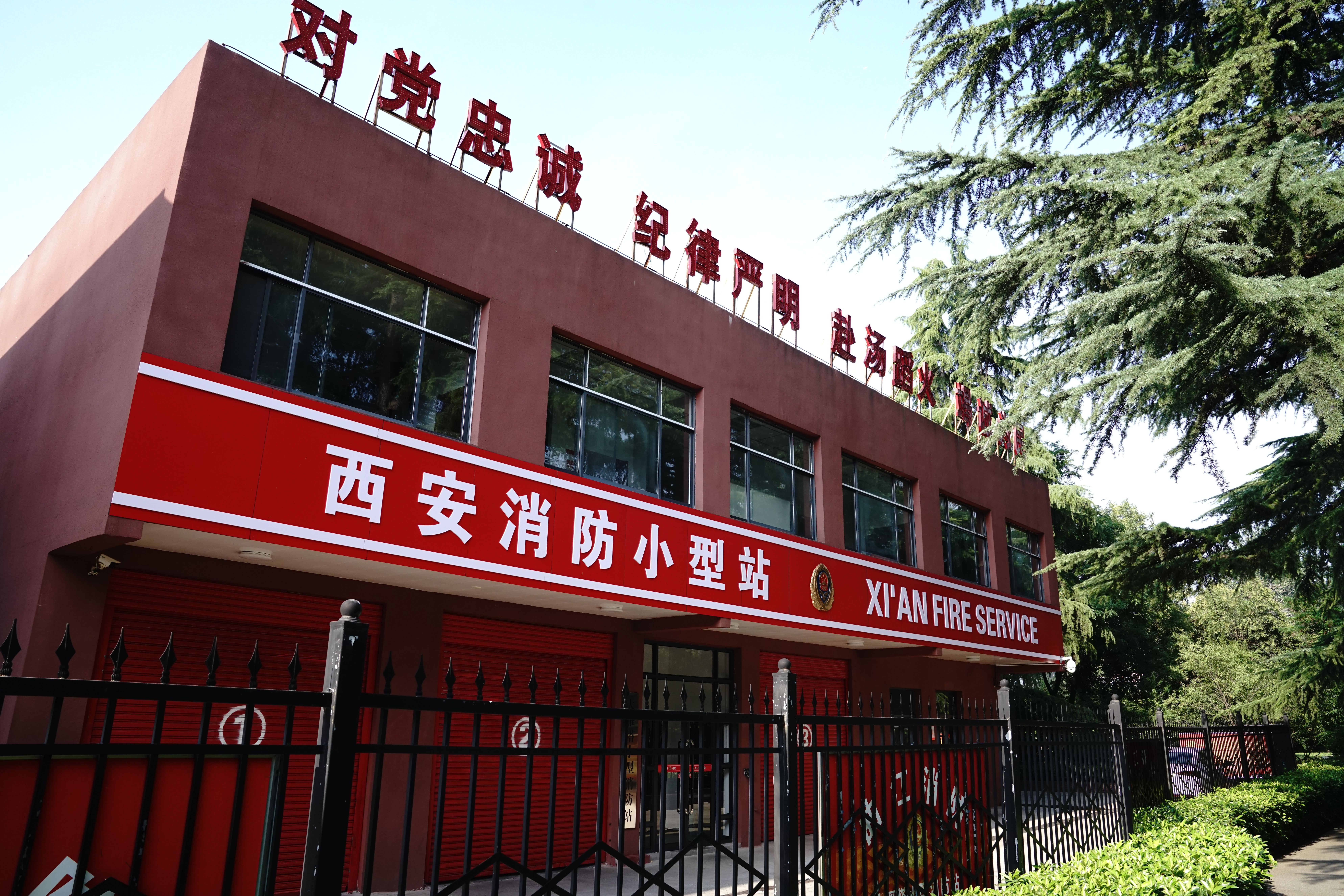
西安曲江新区大雁塔小型消防站

### 消防救援车辆
截至2021年，陕西省消防救援总队共有各类车辆2438辆。

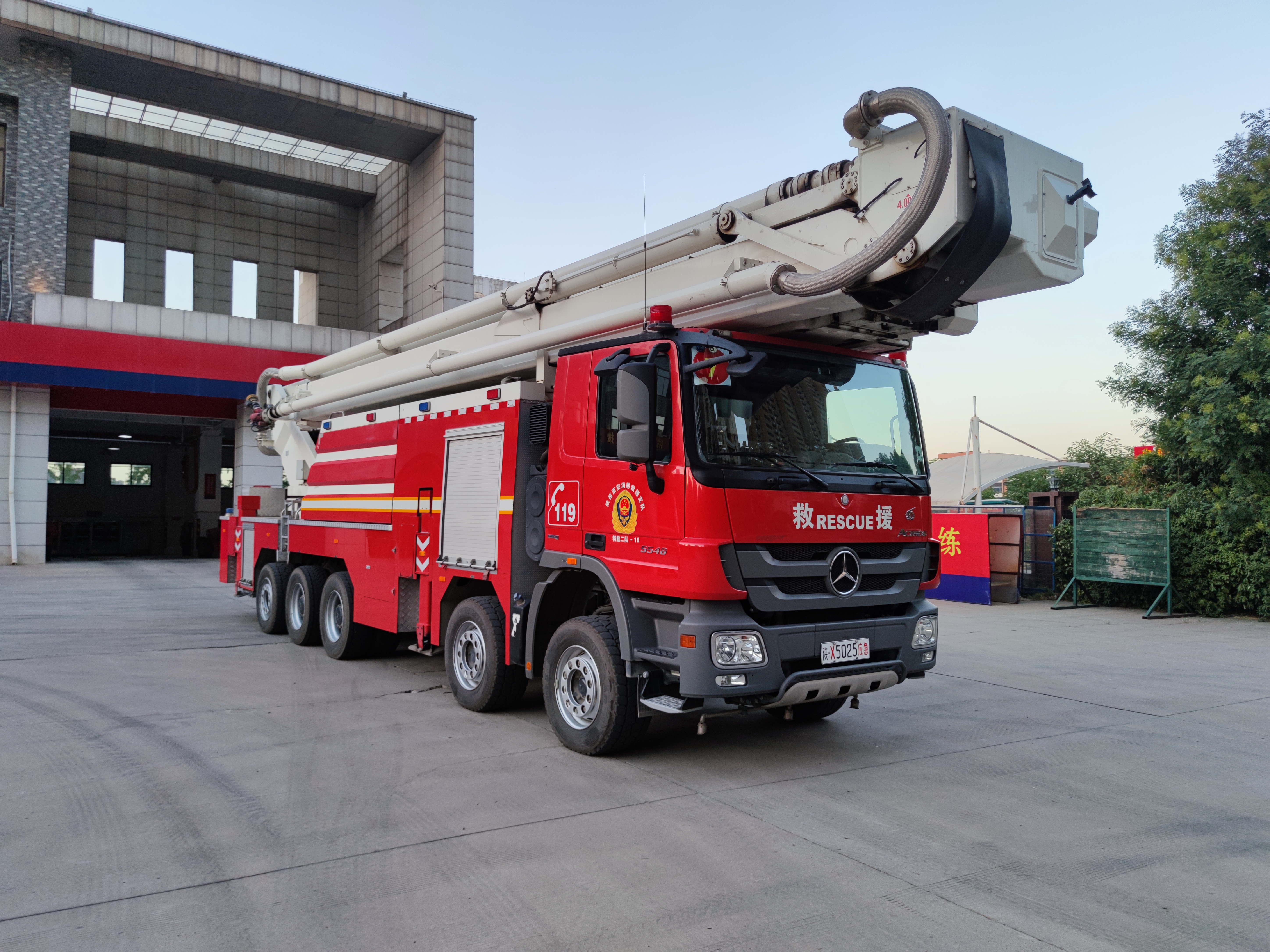
西安市消防救援支队特勤大队二站的沈阳JP72型举高喷射消防车（奔驰Actros底盘）
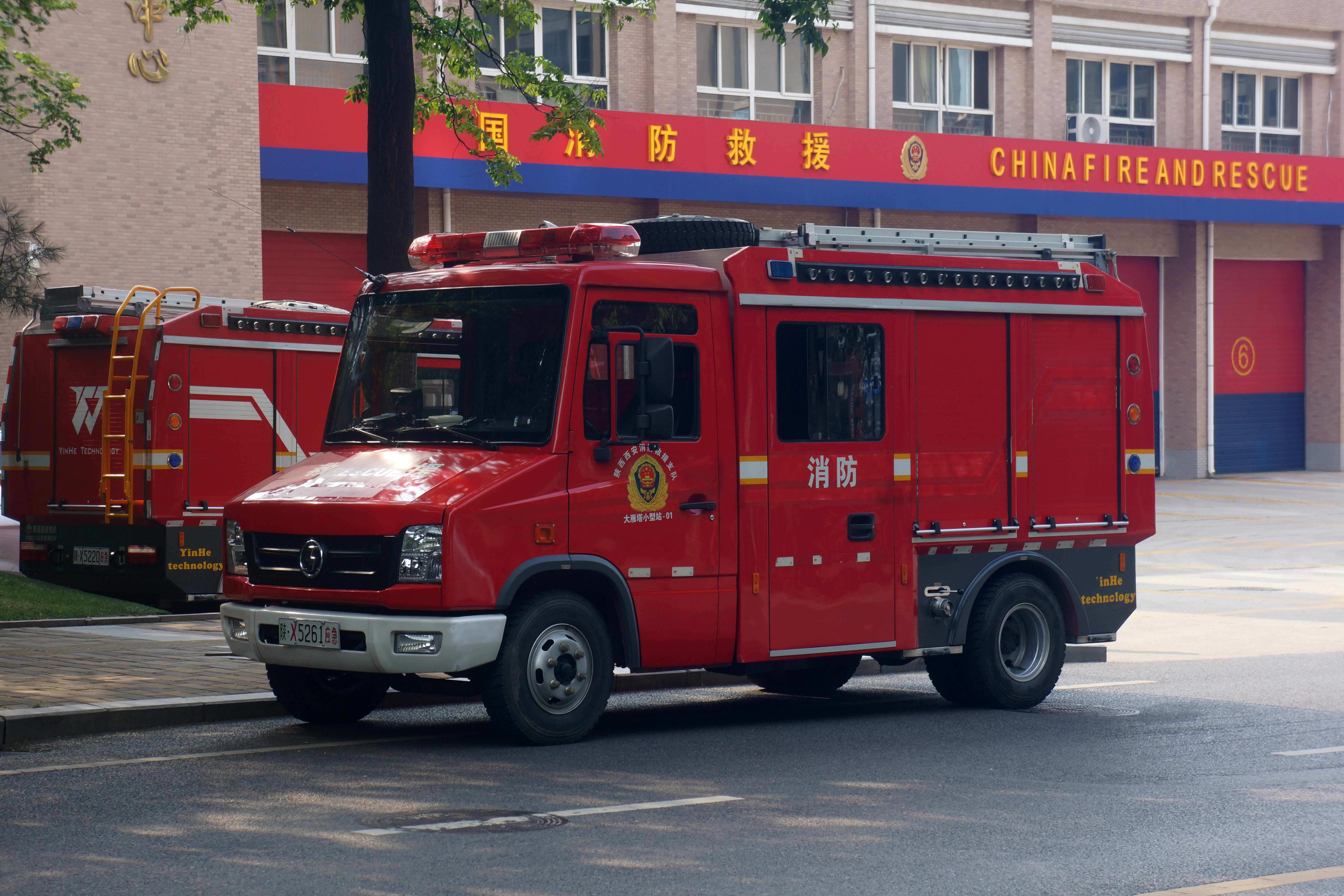
西安曲江新区大雁塔小型消防站的银河PW02/S5型喷雾消防车（陕汽底盘）
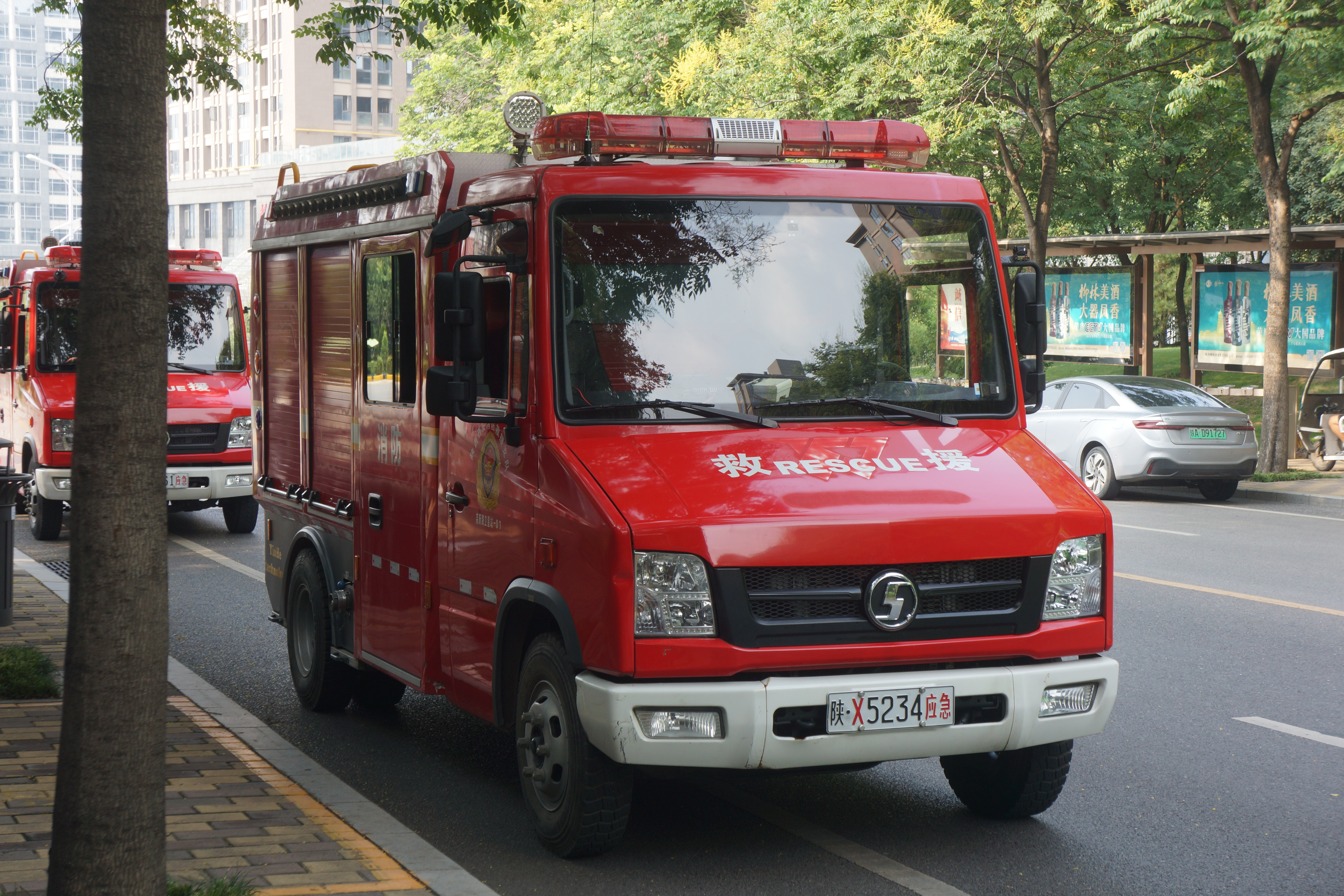
西安曲江新区高新路卫星消防站的银河PW02/S5型喷雾消防车（陕汽底盘）

### 消防人员
根据《消防救援队伍总队及以下单位机构编制方案》，陕西省消防救援总队为二类总队，编制总额5060名，其中干部1713名、消防员3347名。

## 行动
1989至1998年间，陕西省消防部队扑救火灾4866起，出动消防官兵67145人次、车辆12461辆次，营救火灾被困群众129人，抢救物资6447万元。
2016至2020年间，陕西省消防救援总队出动19.48万次，营救疏散转移人员2.43万人。

## 历任领导

### 陕西省公安消防总队（中国人民武装警察部队陕西省消防总队）
| 陕西省公安消防总队总队长（中国人民武装警察部队陕西省消防总队长） - 周详 武警大校（2011年－2014年） - 王增华 武警大校（2015年－2018年） | 公安消防总队政治委员（中国人民武装警察部队陕西省消防总队政治委员） - 张飞军 武警大校（2015年－2018年） |

### 陕西省消防总队
| 消防救援总队总队长 - 徐伟保 高级指挥长（2018年－2019年） | 陕西省消防救援总队政治委员 - 张飞军 （2018年－2018年） |

### 陕西省消防救援总队
| 消防救援总队总队长 - 徐伟保 高级指挥长（2019年－2021年） - 安春晖 高级指挥长（2021年1月－） | 陕西省消防救援总队政治委员 - 李瑞丰 高级指挥长（2021年1月－） |